# Містифікація
Містифікація — вигадка, витівка з метою ввести кого-небудь (читачів, публіку тощо) в оману жартома або із злісним наміром.
Існує декілька видів містифікації:
- літературна містифікація;
- містифікація у кіно;
- наукова містифікація;
- політична містифікація;
- історична містифікація;
- комерційна містифікація.

## Літературна містифікація
Літературна містифікація — твір, що приписується реальним автором іншій особі (письменнику, вигаданій особі тощо) або ж твір, який видається за витвір «народної творчості» («Поеми Оссіана» Макферсона). Іноді літературна містифікація полягає у заплутуванні читача вигаданими посиланнями, особами, джерелами тощо. Містифікація за своєю природою є знаряддям для літературної полеміки та політичної сатири. Однак існує перелік містифікацій, які у літературній практиці сприймали як серйозні твори, хоча й задумано їх було як пародійні («Театр Клари Газуль» Проспера Меріме, у яких висміюється «місцевий колорит» романтиків).
До літературних містифікацій відносять:
- Рукопис Войнича. Слід зазначити, що «містифікація» у даному випадку значить, що нібито зашифрований текст, швидше за все, насправді не має будь-якого змісту — тобто, є майже випадковим набором літер.
- Честерівська збірка

### Приклади літературних містифікацій
«Робінзон Крузо», один із найпопулярніших романів світової літератури з'явився в 1719 році як містифікація. Даніель Дефо створив цей твір, наслідуючи книгу капітана В. Роджерса, який у своєму романі, виданому на рік раніше розповідав про Александра Селькірка, якого він підібрав на одному з островів архіпелагу Хуан Фернандес, де Селькірк провів чотири роки. Назвавши записи Робінзона справжніми спогадами «моряка з Йорку», він опублікував цей роман, у передмові до якого видавець повідомляв, що він вважає книгу «викладенням фактичних подій», тому що «у ньому дійсно не має ані краплини вигадки». Рік по тому Дефо створив наступний роман-містифікацію — «The Memoirs of a Cavalier or a Military Journal 1632—1648» — спогади англійського дворянина-офіцера про своє перебування в Німеччині та громадянську війну в Англії. Як і «Робінзона», видавець приписав твір «історичному анонімові», а у другому виданні відкрив ім'я цього аноніма, приписавши авторство полковникові Ендрю Ньюпорту, справжній історичній персоні, причому на титульному аркуші «Мемуарів» було розміщено портрет Ньюпорта. Коли ж читачі зацікавилися біографією полковника, виявилося, що Ньюпорт народився у 1622 році, тоді як у «Мемуарах» повідомляється, що він народився у 1608. Неточність дат та ряд інших фактичних помилок розкрили підробку, а характерні для Дефо деталі викладення відкрили справжнього автора твору. Третій роман Дефо — «Journal of the Plague Year» — також є містифікацією. У цих мемуарах містянина, який провів 1665 рік у зачумленому Лондоні, описано події цього страшного року. Але ж ці мемуари ніяк не можуть бути спогадами самого Дефо, тому що у рік чуми йому було лише 5 років.
Видатний сучасник Дефо, автор «Мандрів Гулівера» Джонатан Свіфт, вперше видав свій роман у вигляді мемуарів з передмовою від імені Річарда Сімпсона, який писав, що автором книги є його близький приятель містер Лемюель Гулівер. У цьому ж виданні був і портрет цього Гулівера з підписом «Капітан Гулівер з Редріфу у віці 58 років».
Вашингтон Ірвінг почав свою літературну кар'єру з містифікації, щоб потім — після успіху — її розкрити і ніколи більше до містифікацій не повертатись. В 1809 році в нью-йоркських газетах з'явилися оголошення, у яких повідомлялося, що археолог Дітріх Нікербокер, виїхав з Колумбійського готелю у Нью-Йорку, не розрахувавшись, а тому власник готелю вирішив відшкодувати збитки, видавши рукопис, який знайшов у номері. Окрім того, Ірвінг розмістив у газетах ряд оголошень, у яких цей уявний власник готелю Сет Гендерсайт змальовував прикмети зниклого археолога та звертався до всіх з проханням повідомити про його місцезнаходження. Книга Ірвінга мала величезний успіх, і за декілька місяців він розкрив містифікацію.
Більшість дослідників сьогодні вважають містифікацією «Велесову книгу», яка досі використовується слов'янськими неоязичниками-рідновірами та визнається окремими вченими як автентичне джерело. Однак відсутність оригінальних дощечок, ніби утрачених під час Другої світової війни, неповторність системи письма, хаотичність фонетики, морфології та синтаксису мови, що вказує на її штучність, а також деякі подробиці з історії публікації тексту свідчать про підробку (див. Велесова книга).

## Містифікація в музиці

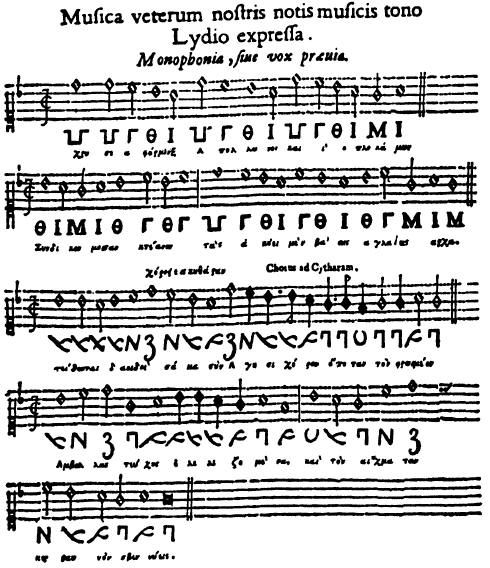
«Ода Піндара» (1650). Перший відомий зразок музичної містифікації

Музична містифікація — твір, який приписується одним композитором іншому, «маловідомому», або подається як «сенсаційно виявлений» твір «славнозвісного» композитора. Першою гучною музичної містифікацією стала ода Піндара, нібито виявлена Афанасієм Кірхером під час його подорожі в 1637–1638 роках Сицилією. Ода Піндара, опублікована в його трактаті «Універсальна музургія» (1650), тривалий час вважалася найбільш давнім музичним твором, що дійшли до наших днів.
Масового характеру музичні містифікації набули у XX столітті.
| Містифікатор       | Назва твору                 | Псевдо-автор                 |
| ------------------ | --------------------------- | ---------------------------- |
| Володимир Вавілов  | Канцона і танець            | Франческо Канова да Мілано   |
| Володимир Вавілов  | Аве Марія                   | Джуліо Каччіні               |
| Володимир Вавілов  | Ричеркар                    | Нікколо Ніґріно              |
| Володимир Вавілов  | Елеґія                      | Михаїл Висотський            |
| Володимир Вавілов  | Мазурка                     | Андрій Сіхра                 |
| Володимир Вавілов  | Ноктюрн                     | Василь Саренко               |
| Михайло Гольдштейн | Аркуш з Альбому             | Олександр Глазунов           |
| Михайло Гольдштейн | Експромт                    | Мілій Балакирев              |
| Михайло Гольдштейн | Симфонія № 21               | Микола Овсянико-Куликовський |
| Ремо Джадзотто     | Адажіо                      | Альбіноні                    |
| Самуїл Душкін      | Граве                       | Йоганн Георг (Ян Їржі) Бенда |
| Анрі Казадезюс     | Viola Concerto (B minor)    | Георг Фрідріх Гендель        |
| Анрі Казадезюс     | Viola Concerto (C minor)    | Йоганн Крістіан Бах          |
| Анрі Казадезюс     | Viola Concerto (B minor)    | Карл Філіпп Емануель Бах     |
| Маріус Казадезюс   | Концерт "Аделаїда" ре-мажор | В. А. Моцарт                 |
| Фріц Крейслер      | Allegretto                  | Луїджі Боккеріні             |
| Фріц Крейслер      | Andantino                   | Джованні Батіста Мартіні     |
| Фріц Крейслер      | Preghiera                   | Джованні Батіста Мартіні     |
| Фріц Крейслер      | Aubade Provençale           | Луї Куперен                  |
| Фріц Крейслер      | Chanson Louis XIII і Pavane | Луї Куперен                  |
| Фріц Крейслер      | Violin Concerto (C major)   | Антоніо Вівальді             |
| Франсуа-Жозеф Феті | Lute Concerto               | Валентин Штробель            |

## Містифікації в кіно
У кінематографі існує жанр, що визначається англійським терміном mockumentary (поєднання слів mock — підробка і documentary — документальний) і являє собо містифікацію, яку подають у вигляді документального фільму. Фільми цього жанру дуже схожі на документальне кіно, але їх предмет, на відміну від справжнього документального кіно, є вигаданим та спеціально «замаскованим» під дійсність. Іноді в такому кіно створюється ілюзія реальності завдяки участі знаменитостей та інших реально існуючих людей. Прикладами таких фільмів є:
- «Розтин прибульця[en]» — нібито реальні кадри розтину іншопланетянина. Фільм став дуже популярним серед любителів уфології, хоча містить дуже багато грубих помилок — від очевидних безглуздих дій «патологоанатомів» і непрофесійності оператора до малопомітних для неспеціаліста анахронізмів у помітній в кадрі техніці.
- «Відьма з Блер: Курсова з того світу», яку під час промо-кампанії видавали за реальні документальні кадри.
- «Борат», про журналіста з Казахстану, який знімає фільм про США.
- «Перші на Місяці» — фільм про вигаданий перший політ до космосу, який нібито було секретно організовано Радянським Союзом у 1938 році.

## Політична містифікація
Політична містифікація передбачає свідомі дії спрямовані відповідним суб'єктом політики для введення в оману, приховування своїх політичних цілей та управління громадською думкою. Політична містифікація є одним з найдавніших інструментів боротьби за владу, політики в цілому. Можна виділити такі прийоми політичних містифікацій:
- повідомлення про відмову від досягнення цілей та вирішення завдань, робота над якими насправді продовжується, але вже у прихованій формі;
- цілеспрямоване поширення недостовірної інформації з тією або іншою політичною/соціальною метою;

використання політичної поведінки, яка відволікає або вводить суперника в оману;
- поширення інформації скандального характеру або проведення ефектних політичних акцій з метою відвертання уваги суспільства від невигідної політичної ситуації;
- свідоме замовчування важливої/ключової частини інформації.

Політична містифікація широко застосовується в дипломатії, міжнародних відносинах, політичних процесах, під час виборчих кампаній.

## Наукова містифікація
Наукова містифікація — замаскований під наукову теорію обман, фальсифікація наукових досліджень, публікація вигаданих «сенсаційних» відкриттів, використання фіктивних експертів та ін.

## Виноски
1. ↑  Мистификация // Литературная энциклопедия. Москва: ОГИЗ; Советская энциклопедия, 1934, т. 7, стлб. 343 — електронна версія [Архівовано 25 червня 2007 у Wayback Machine.] (рос.).
2. ↑  Е. Ланн. Литературная мистификация. Москва; Ленинград: Госиздат, 1930 — електронна версія [Архівовано 28 лютого 2009 у Wayback Machine.] (рос.).
3. ↑  Філолог А.Ром (1932) вперше звернув увагу на помилки та похибки в передачі грецького тексту оди у Кірхера. Він установив, що вони в точності відтворюють текст видання віршів (без нот) Піндара, виконаного Еразмом Шмідом 1616 року. Мабуть, це видання і послужило основою музичної містифікації, а зовсім не сенсаційна сицилійська знахідка, як це подавав Кірхер.
4. ↑  Ирхин Ю. В., Зотов В. Д., Зотова Л. В. Политология: Учебник. Москва: Юристъ, 2002. — 489 с.